# Warner Records

Logo de Warner Bros. Records

Warner Records (anteriormente Warner Bros. Records) es una compañía discográfica estadounidense. Fue fundada el 19 de marzo de 1958 como la división musical de la productora de cine Warner Bros. Pictures. Actualmente es el sello principal de Warner Music Group junto al resto de sellos discográficos de este. Cameron Strang sirve como CEO de la compañía.

## Historia

### Orígenes
Tras finalizar el periodo de la película muda, Warner Bros. Pictures decidió expandirse en la edición y la grabación para poder acceder a bajo costo a los contenido de música para sus películas. En 1928, el estudio adquirió varias empresas de música más pequeñas que incluía la compra de M. Witmark & Sons, Inc. Harms y un interés parcial en New World Music Corp., estos se fusionaron para formar Music Publishers Holding. Este nuevo grupo controlado tenía valiosos derechos de autor sobre las normas de George e Ira Gershwin y Jerome Kern, la nueva división pronto fue ganando sólidas ganancias de hasta $2 millones cada año.
En 1930, MPHC pagó $28 millones para adquirir Brunswick Records (que incluía Vocalion), cuya lista se incluye Duke Ellington, Red Nichols, Nick Lucas, Al Jolson, Earl Burtnett, Abe Lyman, Leroy Carr, Tampa Red y Memphis Minnie, y tras la pronta venta de Warner Bros., la etiqueta firmó un aumento de radio y grabación con estrellas Bing Crosby, Mills Brothers, y Boswell Sisters. Pero para desgracia de Warner Bros., el doble impacto de la Gran Depresión y la introducción de la radio abierta diezmados a la grabación de la industria, la venta se estrelló, cayendo con de un 90% de más de 100 millones de discos en 1927 a menos de 10 millones en 1932, esto provocó que las principales empresas se vieran obligadas a reducir a la mitad el precio de los registros de 75c a 35c. En diciembre de 1931, Warner Bros. venda Brunswick a la American Record Corporation (ARC) por una fracción de su valor anterior, con un contrato de arrendamiento a disposición que no incluía las plantas de prensado de Brunswick. Técnicamente, Warner mantiene la propiedad real de Brunswick, que con la venta de ARC a CBS en 1939 y su decisión de interrumpir Brunswick a favor de la reactivación de la etiqueta de Columbia, esta volvió a Warner Bros. Nuevamente Warner Bros. vende Brunswick por segunda vez, esta vez junto con las viejas apremiantes plantas de Brunswick que son propiedad de Warner, a Decca Records (que forma sus operaciones en América en 1934) a cambio de un interés financiero en Decca. El estudio se mantuvo fuera del negocio de la música durante más de 25 años, y durante este período se licencia su música de cine a otras empresas para su liberación como álbumes de bandas sonoras.

### Formación (1958-1969)
Warner Bros. volvió a entrar en el negocio de la música en 1958 con la creación de su propia división de grabación, Warner Bros. Records. En ese momento, los estudios de Hollywood fueron establecidos recuperándose de múltiples desafíos a su anterior posición dominante - siendo la más notable la introducción de la televisión en la década de 1940. Los cambios legales también tuvieron un impacto importante en sus negocios en demanda presentes por las principales estrellas había derrocado efectivamente el viejo sistema de contrato de estudio de la década de 1940; Warner Bros. Pictures vendió gran parte de su biblioteca de películas en 1948 (aunque, irónicamente, 1996 adquisición de Turner Broadcasting de Time Warner volvió la mayor parte del archivo de Warner de la empresa) y, a partir de 1949, los juegos antimonopolistas interpuestos por el gobierno de Estados Unidos obligaron a los cinco grandes estudios a desprenderse de sus cadenas de cine.
En 1956, Harry Warner y Albert Warner vendieron su interés en el estudio, la junta se une por nuevos miembros que estaban a favor de una nueva expansión en el negocio de la música, este estuvo conformado por Charles Allen, del banco de inversión Charles Allen & Company, Serge Semenenko del First National Bank de Boston y los inversores David Baird. Semenenko en particular, tenía un gran interés profesional en el mundo del espectáculo y comenzó a empujar a Jack Warner sobre la cuestión de la creación de un sello discográfico 'propio de la casa'. Con el negocio de la música en auge (las ventas había rematado $500 millones en 1958) Semnenko sostuvo que era absurdo para Warner Bros. mantener las transacciones con otras empresas para liberar sus bandas sonoras cuando, por menos del costo de una imagen en movimiento, podrían establecer su propio sello, la creación de un nuevo flujo de ingresos que podría continuar indefinidamente y proporcionar un medio adicional de explotación y la promoción de sus actores contrato.
Otro impulso para la creación del sello de Warner Bros. fue la breve carrera de la música el actor Tab Hunter. Aunque Hunter firmó con un contrato de actuación exclusivo con el estudio, no le impidió firmar un contrato de grabación que hizo con Dot Records, propiedad en su momento por Paramount Pictures. Hunter anotó varios éxitos para Dot, incluyendo el primer sencillo, "Young Love" (1957), y para disgusto de Warner Bros., los reporteros preguntaban más sobre el exitoso disco, en lugar de la última película de Warner de Hunter. En 1958, el estudio introdujo a Hunter a su división de registro recién formada, aunque sus grabaciones posteriores del sello no pudieron repetir su éxito con Dot.
Warner Bros. acordó la compra de Imperial Records en 1956 y, aunque el acuerdo fracasó, marcó la ruptura de una barrera psicológica: "¿Si la compañía estaba dispuesta a comprar otra etiqueta, por qué no empezar su propio" Para establecer la etiqueta de la compañía contrató al expresidente de Columbia Records, James B. Conkling; los directores fundadores de A&R fueron Harris Ashburn, George Avakian y Bob Prince. Conkling era un administrador capaz, con amplia experiencia en la industria de la que había sido instrumental en el lanzamiento del formato de LP en Columbia y había jugado un papel clave en el establecimiento de la Academia Nacional de las Artes y las Ciencias el año anterior. Sin embargo, Conkling tenía gustos musicales decididamente medio-de-la-carretera (que estaba casado con Donna Rey del trío vocal las hermanas King) y era, por tanto, bastante fuera de sintonía con las nuevas tendencias en la industria, especialmente el mercado de rápido crecimiento para el rock 'n' roll.
Warner Bros. Records abrió sus puertas el 19 de marzo de 1909; su sede original se encuentra por encima de la tienda de máquina del estudio de cine en 3701 Warner Boulevard, en Burbank, California. Sus primeros lanzamientos de discos (1958-1960) estaban destinadas al final de lujo de la audiencia de corriente, y Warner Bros. tomó una ventaja temprana (aunque en gran medida sin éxito) en la grabación de discos estéreo que dirigen el nuevo mercado "hi-fi".
Los primeros sencillos Warner Bros. tenían etiquetas rojas distintivas, con el logotipo de WB a un lado y una serie de diferentes colores flechas que rodean y que señalan en el orificio central. Con solo dos hits en su haber en dos años, la etiqueta estaba en serios problemas financieros en 1960, después de haber perdido al menos $3 millones. El historiador Frederic Dannen informó que la única razón por la que no estaba cerrado fue porque el consejo de Warner era reacio a escribir que los $2 millones adicionales de la etiqueta que se le debía en cantidades pendientes de cobro y el inventario. Después de una reestructuración, Conkling estaba obligado a informar a Herman Starr; rechazó una oferta de compra por Conkling y un grupo de otros empleados de la compañía discográfica, pero acordó mantener la etiqueta corriendo a cambio de una pesada reducción de costos, el personal se reduciría de 100 a 30 empleados y Conkling corto voluntariamente su propio sueldo de $1000 a $500.
Un nuevo personal se unió a la etiqueta a finales de 1961. Jim Conkling se retiró en el otoño de ese año, seleccionó como su sucesor a Mike Maitland, exejecutivo de Capitol, con Joe Smith como jefe de promociones. Tras diversos incidentes Warner Bros. Records estuvo cerrado temporalmente entre 1961-1962 por primera vez desde su fundación.

### Warner/Reprise (1963-1967)
En agosto de 1963, Warner Bros. hizo una "toma de posesión de rescate" de Frank Sinatra en dificultades con Reprise Records como parte de un acuerdo para adquirir los servicios de Sinatra como cantante y como actor para Warner Bros. Pictures. El acuerdo fue valorado en total de alrededor de $10 millones y se la dio Sinatra un tercio de las acciones de la compañía discográfica combinado y un asiento en el consejo de Warner-Reprise; Mike Maitland se convirtió en el presidente de la nueva cosechadora y Mo Ostin se mantuvo como gerente de la etiqueta Reprise.
Reprise estaba muy endeudado en el momento de la toma de control, y el equipo de gestión de expedientes de Warner estaba, según se informa, consternados porque su balance fuese empujado de nuevo al rojo por la adquisición, pero no se les dio ninguna opción en la materia. Ben Kalmenson, un director de la compañía Warner Bros. y ayudante cercano a Jack Warner, convocó a los directores del sello a una reunión en Nueva York y les dijo explícitamente que tanto él como Warner querían el acuerdo y esperaban que votaran a favor de ella.
A pesar de estas dudas, la compra en última instancia demostró ser muy beneficioso para el grupo Warner. Reprise floreció en la década de 1960 gracias al famoso "regreso" de Sinatra y sus éxitos, al igual que su hija Nancy, y la etiqueta también se aseguró los derechos de distribución de Estados Unidos a las grabaciones de The Kinks y Jimi Hendrix. Los negocios de Ostin y sus instintos musicales, junto a su relación con los artistas debían ser crucial para el éxito de los sellos de Warner durante las próximas dos décadas.
En 1964, Warner Bros. comenzó Loma Records que estaba destinado a centrarse en los actos de R&B. El sello, dirigida por el ex hombre de la promoción de King Records, Bob Krasnow, liberaría más de 100 sencillos y cinco discos, pero se vio solo en un éxito limitado y fue herida en el 1968.
En 1967, Warner Bros. se hizo cargo de Valiant Records, que sumó otro hit de mercadeo, e hizo armonía del grupo pop a la Asociación de la lista de Warner. Esta adquisición resultó ser otra enorme máquina de hacer dinero para Warner Bros. La Asociación anotó una serie de grandes éxitos a finales de 1960, y su hit "Never My Love" en 1967 se convirtió en la segunda canción más tocada en la radio-televisión estadounidense y en el siglo XX.
También en 1967, Warner/Reprise estableció su operación canadiense Warner Reprise Canada Ltd en sustitución de su acuerdo de distribución con el Compo Company. Este fue el origen de Warner Music Canadá.

### Warner-Seven Arts (1967-1969)
En noviembre de 1966 todo el grupo Warner fue adquirida por y se fusionó con Seven Arts Productions una empresa con sede en Nueva York, propiedad de Eliot Hyman. Seven Arts estaba especializado en la sindicación de las viejas películas y dibujos animados para la televisión y había elaborado de forma independiente una serie de largometrajes importantes para otros estudios, incluyendo Lolita de Stanley Kubrick, así como para establecer una asociación exitosa de producción con el notable estudio británico Hammer Films. Hyman compra a Jack L. Warner su participación de control del grupo Warner por $32 millones, esto sorprendió al mundo ejecutivo cinematográfico.
El grupo resultante de la fusión se renombró Warner Bros.-Seven Arts (a menudo se hace referencia en la prensa especializada de la abreviatura que adoptó para su nuevo logotipo, "W7"). Aunque Warner Bros. Pictures se estaba tambaleando, la compra coincidió con un período de gran crecimiento en la industria de la música y Warner-Reprise estaba ahora en camino de convertirse en un jugador importante en la industria. Hyman llamó al banquero de inversiones Alan Hirshfeld, de Charles Allen and Company, este le instó a ampliar las explotaciones de registro de la compañía y organizó una reunión con Jerry Wexler y Ahmet y Nesuhi Ertegun, copropietarios del líder sello independiente Atlantic Records, que finalmente resultó en la compra de Atlántico en 1968.
Warner Bros. gastó grandes sumas de dinero en discos que se vendieron mal, y había algunos errores en su estrategia de promoción, la presencia de actos no ortodoxos como The Grateful Dead y aclamados artistas críticamente 'de culto' como Newman y Parks, junto con la libertad artística que el sello que les brindaba, resultó significativa en la construcción de Warner Bros. en cuanto a su reputación y credibilidad.
Durante 1968, el uso de los beneficios de Warner/Reprise, W7 compró Atlantic Records por $ 17,5 millones incluyendo valioso archivo de la etiqueta, su creciente lista de nuevos artistas y los servicios de sus tres ejecutivos de renombre, Jerry Wexler, Nesuhi Ertegun y Ahmet Ertegun. Sin embargo, la compra de nuevo provocó rencor entre la gestión de Warner/Reprise, que estaban molestos de que sus beneficios ganados con esfuerzo habían sido cooptados para comprar Atlantic, y que los ejecutivos de Atlantic se hicieron grandes accionistas en Warner-Seven Arts, el acuerdo dio entre algunas cosas 66.000 acciones de Warner Bros. a los hermanos Ertegun y Wexler.
El 13 de julio de 1968, Billboard había señalado una importante reorganización de toda la división de música de Warner Bros.-Seven Arts. Mike Maitland fue ascendido a vicepresidente ejecutivo de las operaciones tanto de la música grabada y editoriales, y George Lee se hizo del cargo de Victor Blau como jefe operativo de la división de grabación. La reestructuración también revocó la disposición de informes puesto en marcha en 1960 y desde este punto, el brazo editorial de Warner informó a la división discográfica una baja a Maitland. El artículo también observaba el enorme crecimiento y la importancia vital de las operaciones de la música de W7, que eran para ese entonces el proporcionaba la mayor parte de los ingresos a Warner Bros.-Seven Arts durante los primeros nueve meses de ese año fiscal, las divisiones de grabación y edición generan el 74% de las ganancias de empresa total.

### Adquisición por Kinney (1969-1972)
En 1969, Warner Bros.-Seven Arts fue tomada por Kinney National Company, ubicada en Nueva York encabezada por el mperesario Steve J. Ross, ququienonduciría correctamente al grupo de empresas de Warner hasta su muerte en 1992. Los 40 millones frearon un nuevo conglomerado que combinan las unidades de películas de Warner, grabación y edición musical con palas rticipaciones múde ltiples facetas de Kinney. Ross había comenzado la empresa a finales de 1950, mientras trabajaba en el negocio de los funerales, viendo la oportunidad de su familia a utilizar los coches de la compañía, que estaban ociosos en la noche, fundó una operación de alquiler de coches con éxito, que más tarde se fusionó con la compañía Kinney. Ross tomó la empresa pública en 1962 y desde esta base se expandió rápidamente entre 1966 y 1968, la fusión con los National Cleaning Services en 1966 para formar la Kinney National Company, y luego la adquisición de una serie de empresas que resultaría de enorme valor para el grupo Warner en los años venideros, los cuales serían National Periodical Publications (que incluía DC Comics y All American Comics), la agencia de talentos Ashley-Famous y Panavision.
En el verano de 1969, Atlantic Records aceptó ayudar a Warner Bros. Records en el establecimiento de divisiones en el extranjero, pero cuando un ejecutivo de Warner, Phil Rose, llegó a Australia para comenzar a configurar una filial australiana, descubrió que sólo una semana antes Atlantic había firmado uno nueva producción al año y un acuerdo de distribución con sello local, el cual sería Festival Records, sin informar a WBR.
Durante 1969, la rivalidad entre Mike Maitland y Ahmet Ertegun se intensificó rápidamente en una batalla sin cuartel ejecutivo, pero Steve Ross favoreció a Ertegun y el conflicto culminó con Maitland siendo despedido de su cargo el 25 de enero de 1970. Él rechazó una oferta de un trabajo con Warner Bros. Pictures y salió de la empresa, pero pasó a ser presidente de MCA Records. Mo Ostin fue designado como presidente de Warner Bros. Records con Joe Smith como vicepresidente ejecutivo.

### La era Ostin (1970-1979)
En 1970, "Seven Arts" se eliminó en el nombre de la empresa y el escudo WB se convirtió en el logotipo de Warner Bros. Records de nuevo. Durante el año 1971 un escándalo financiero en sus operaciones de estacionamiento forzó a Kinney de escindir sus activos que no eran sobre entretenimiento, grabación, edición y la cinematografía, las divisiones de Warner pasaron a formar parte de una nueva sociedad paraguas, Warner Communications.
En julio de 1970, el grupo de grabación Warner adquirió otro prestigio activo con la compra de Jac Holzman de Elektra Records, por $10 millones. Con tres compañías discográficas copropiedad, el siguiente paso fue la formación de división de distribución del grupo, inicialmente llamada Kinney Records Distributing Corporation, para una mejor distribución del control del producto y crea registros de seguro mediante la ruptura de nuevos actos estaban disponibles.
Desde 1973 las ventas crecieron a lo largo de la década de 1970 y, a finales de la década se había convertido en uno de los sellos de rock más importantes del mundo. Esto se ha ampliado con ofertas lucrativas de licencia con etiquetas estadounidenses e internacionales, como Sire, Vertigo y Island Records (1975-1982) que dio a WBR los derechos de distribución estadounidenses de dirigir grupos de rock británicos y europeos. Ayudado por el crecimiento de la radio FM y el formato de rock orientado al disco, los discos de vinilo se convirtieron en el principal vehículo de Warner Bros. en los éxitos de ventas en todo el decenio de 1970.

### Warner Music Group (2004-presente)

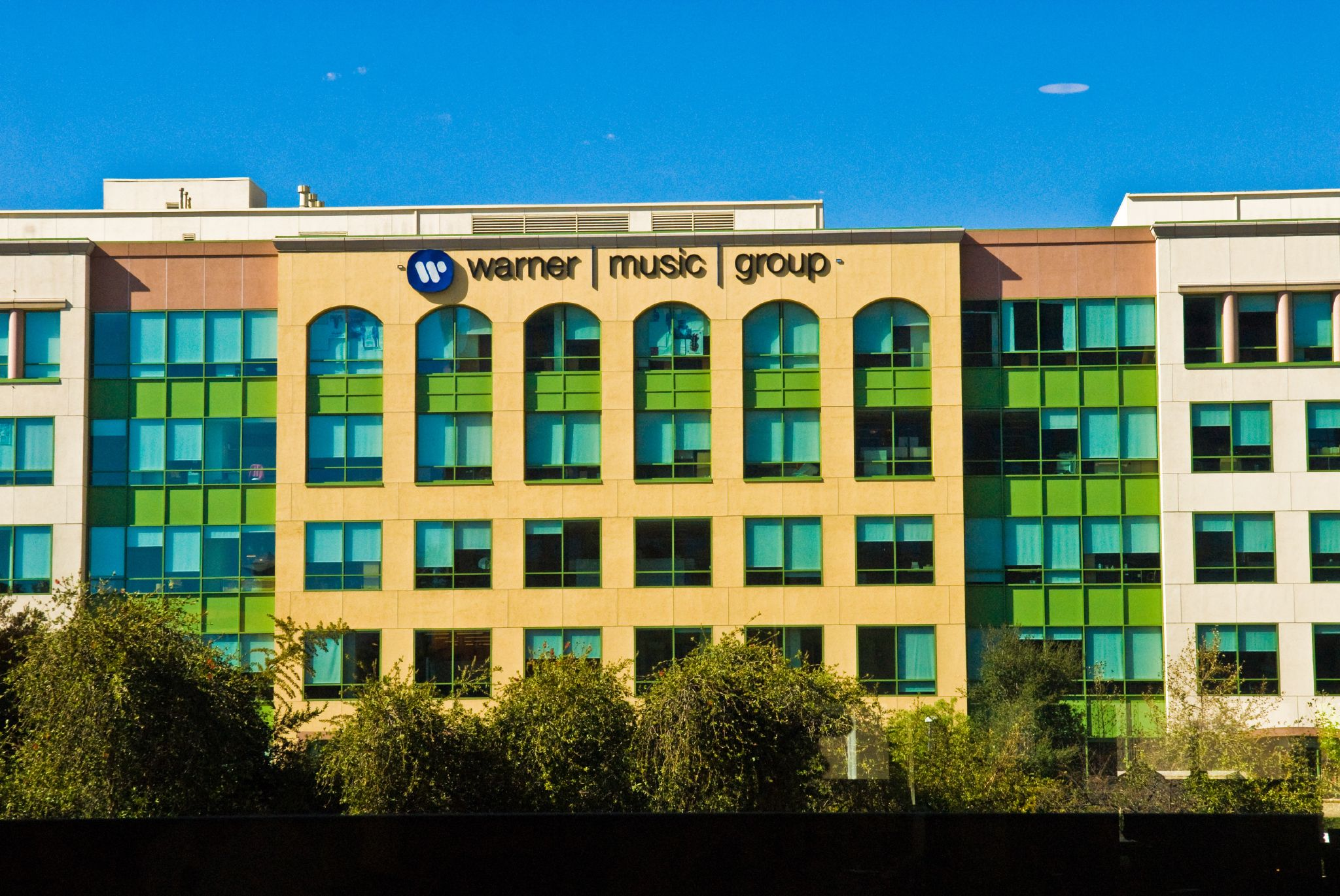
Sede de Warner Records en 3300 Warner en Burbank, California.

En 2003, en medio de disputas por el manejo, flacidez precios de las acciones y la creciente alarma sobre el impacto de la tecnología digital para compartir archivos, Time Warner decidió descargar sus operaciones música. En marzo de 2004, los activos de música de Time Warner fueron adquiridos por un grupo de capital privado dirigido por Thomas H. Lee Partners, Lexa Partners (dirigido por Edgar Bronfman Jr., que puso $150 millones procedentes de la participación de su familia en Vivendi), Bain Capital y Socios Providence Equity.
El acuerdo establece el valor del grupo en torno a US $2,6 mil millones, a pagar en efectivo y otras consideraciones, y que incluía una opción que permitiría a Time Warner comprar la discográfica de nuevo si las condiciones resultaron favorables. Bronfman, Lee, Bain y Providence habían recuperado su inversión según los informes, en mayo de 2006 a través de dividendos, la refinanciación y una oferta de acciones que flotaba en mayo de 2005.
Hoy en día, Warner Bros. Records sigue siendo una de las etiquetas dominantes de Warner Music Group, con alrededor de 120 artistas en su plantel. A pesar de la separación, WMG actualmente disfruta de una licencia libre de derechos de Time Warner por el uso de marcas registradas de Warner Bros., aunque esto podría ser revocado si WMG está bajo el control de un gran estudio de cine.
En 2006, Warner Music Group firmó un acuerdo de licencia y de reparto de ingresos con servicio de video en internet YouTube. De acuerdo con un informe de The New York Times, esto refleja los esfuerzos en curso por parte de YouTube para lidiar con el hecho de que muchos de sus clips de vídeo generados por los usuarios incluyen la música con derechos de autor y las imágenes procedentes de producciones de cine y televisión comerciales. Según el acuerdo, YouTube podría utilizar un software especial para identificar los registros utilizados en los videos publicados por los usuarios y luego ofrecer al propietario del contenido con derechos de autor un porcentaje de la tasa por la publicidad que correr al lado de la pinza. El acuerdo también permite que el propietario de los derechos exija que YouTube retire el clip. En diciembre de 2013, Dan McCarroll se unió a la compañía como presidente.

## Artistas
Lista de artistas y bandas dentro del grupo de Warner Records.
- Alejandro Santiago Velázquez
- Art of Dying
- Ashley Tisdale
- Artes 1/29
- Bee Gees
- Bebe Rexha
- Belen Queen
- Biffy Clyro
- Birdy
- Bruno Mars
- Cee Lo Green
- Charlie Puth
- Charli XCX
- Cher
- Christofer Drew
- Clean Bandit
- Coldplay
- Cristhiamn Quichca L
- David Guetta
- Disturbed
- Dua Lipa
- Echosmith
- Ed Sheeran
- Efra Torres
- El Aarón
- Elvis Jasso Marín
- Emerson, Lake & Palmer
- Enya
- eva b
- EXO
- Flavio Fernández
- Fleet Foxes
- Flo Rida
- Gerard Way
- Gorillaz
- Got7
- Green Day
- Hugh Laurie
- Jake Miller
- Jason Derulo
- Jisoo
- Joshua Bassett
- Knife Party
- Kylie Minogue
- Kwong Ji Yong
- L Devine
- Lil Peep
- Laura Marano
- Led Zeppelin
- Lil Pump
- Linkin Park
- Lirick Hard
- LR
- Macklemore
- Madonna
- Matt ox
- Mastodon
- Melendi
- Mike Oldfield
- Mike Shinoda
- Mr. Bungle
- Muse
- Music Group MCP
- My Chemical Romance
- Mac Miller
- One Ok Rock
- Panic! at the Disco
- Paramore
- Paul Anka
- PVRIS
- Red Hot Chili Peppers
- Ricky Guillart
- Robin Schulz
- Sean Paul
- Skillet
- Skrillex
- Sleeping With Sirens
- Street
- Tánatos
- Tegan & Sara
- The Belle Brigade
- The Mars Volta
- The Ready Set
- Tinie Tempah
- Twenty One Pilots
- Ty Dolla $ign
- Van Halen
- Waka Flocka Flame
- Wiz Khalifa
- Zénit (MC)
- Sebastian Os

## Empresas afiliadas

### Presentes
- A&E Records (formerly Mushroom Records UK) (2003-presente)
- Helium 3 (discográfica) (2006-presente)
- Asylum Records (1972-presente)
- Beluga Heights (2008-presente)
- Facultad de Némea (2017-presente)
- Festival Mushroom Records (2005-presente)
- Funk Volume (2015-presente)
- Hotwire Unlimited (2010-presente)
- Machine Shop Recordings (2001-presente)
- Loveway Records (2009-presente)
- Arkade Records (2016-presente)
- Nonesuch Records (2004-presente)
- OVO Sound (2012-presente)
- Parlophone (2014-presente)
- Reprise Records (1963-presente)
- REMember Music (2014-presente)
- Sire Records (1978-1995, 2003-presente)
- Spinnin' Records (2017-presente)

### Anteriores
- 1017 Brick Squad Records
- 143 Records
- 4AD Records (1992-1998)
- Action Theory Records
- American Recordings (1988-1997 [US], 2005-2007 [mundialmente])
- Autumn Records (1963-1965)
- Bearsville Records (1970-1984)
- BME Recordings
- Blacksmith Records (2005-2008)
- Brute/Beaute Records (2003-2005)
- Capricorn Records (1972-1977, 1990-1995)
- Chrysalis Records (1972-1976)
- Cold Chillin' Records (1987-1994)
- Dark Horse Records (1976-1992)
- Doghouse Records
- ECM Records (?-1984)
- Extasy International Records (2000-2004)
- Full Moon Records (1974-1992)
- F-111 Records (1995-2001)
- Geffen Records (1980-1990)
- Giant Records y sus filiales Medicine Label (1993-1995), Paladin, Revolution (1990-2001)
- Heiress Records (2004-2005)
- Ice Age Entertainment
- Island Records (1977-1982, a excepción de Steve Winwood quien continuo hasta 1987)
- Jet Life Recordings
- Kwanza Records (1973-1974)
- Loma Records (1964-1968 y una boutique lanzada en 2003)
- Luaka Bop Records (1988-2000)
- Malpaso Records (1995-2000)
- Maverick Records (1992-2008; latente)
- Maybach Music Group (2011-2012)
- Metal Blade Records (1988-1993)
- Music for Little People (1990-1995)
- Opal Records (1987-1993)
- Paisley Park Records (1985-1994)
- Perezcious Music
- Playmaker Music
- Premeditated Records (por la década de 1990)
- Public Broadcasting Service
- Qwest Records (1980-2000)
- Raybaw Records (2005-2008)
- RuffNation Records
- Slash Records (1982-1996)
- Teleprompt Records
- Tommy Boy Records (1985-2002)
- Valiant Records (1960-1966)
- Warner Alliance (1986-1998)
- Zona Bruta (1999-2015)